# Olivaichthys viedmensis
Olivaichthys viedmensis är en fiskart som först beskrevs av Macdonagh, 1931.  Olivaichthys viedmensis ingår i släktet Olivaichthys och familjen Diplomystidae. Inga underarter finns listade i Catalogue of Life.